# Xiongji (köpinghuvudort i Kina, Hubei Sheng, lat 31,96, long 112,65)
Xiongji är en köpinghuvudort i Kina. Den ligger i provinsen Hubei, i den centrala delen av landet, omkring 220 kilometer nordväst om provinshuvudstaden Wuhan. Antalet invånare är 41 802. Befolkningen består av 20 516 kvinnor och 21 286 män. Barn under 15 år utgör 13,0 %, vuxna 15-64 år 77 %, och äldre över 65 år 9,0 %.
Runt Xiongji är det tätbefolkat, med 331 invånare per kvadratkilometer. Närmaste större samhälle är Juwan, 12,1 km nordväst om Xiongji. Trakten runt Xiongji består till största delen av jordbruksmark.
Genomsnittlig årsnederbörd är 1 050 millimeter. Den regnigaste månaden är augusti, med i genomsnitt 179 mm nederbörd, och den torraste är december, med 19 mm nederbörd.